# Główne Biuro do spraw Rosyjskich Emigrantów w Mandżurii
Główne Biuro do spraw Rosyjskich Emigrantów w Mandżurii (ros. Главное бюро по делам российских эмигрантов в Маньчжурской империи, BREM) – organizacja białej emigracji rosyjskiej w Mandżukuo.
Po utworzeniu marionetkowego państwa Mandżukuo w 1932 r., Japończycy, sprawujący rzeczywistą w nim władzę, postanowili objąć pełną kontrolą środowiska rosyjskich emigrantów, zamieszkujących w Mandżurii. W tym celu ministerstwo spraw wewnętrznych Mandżukuo 29 grudnia 1934 r. wydało decyzję o utworzeniu Biura do spraw Rosyjskich Emigrantów w Mandżurii (od 1940 r. Głównego Biura do spraw Rosyjskich Emigrantów w Mandżurii) z siedzibą w Harbinie i oddziałami w różnych miastach Mandżukuo. Na jego czele stanął gen. W.W. Ryczkow. W rzeczywistości wszyscy kolejni szefowie Biura pochodzili z najbliższego kręgu atamana gen. Grigorija M. Siemionowa, kierującego Związkiem Kozaków na Dalekim Wschodzie. Biuro dzieliło się na 7 oddziałów: ogólny, kulturalno-oświatowy, administracyjny (z pododdziałem linii kolejowych), gospodarczy, społeczny i prawny. Rolę siódmego oddziału pełnił utworzony w sierpniu 1935 r. Dalekowschodni Związek Wojskowych jako organizacja wojskowa. Na jego czele stał każdorazowo szef Biura. Biuro sprawowało nadzór i koordynowało działalność 142 politycznych, społecznych, kulturalnych, religijnych i innych organizacji białej emigracji rosyjskiej. Pracowali w nim jedynie biali Rosjanie. Do jego zadań należało prowadzenie spisów wszystkich byłych obywateli rosyjskich i uchodźców z ZSRR (zarejestrowano ponad 44 tys. osób), przebywających w Mandżukuo, pomoc dla uchodźców z ZSRR, ochrona i rozwój rosyjskiej kultury oraz wspieranie cerkwi prawosławnej. Obok tych funkcji administracyjno-organizacyjnych i społeczno-ideologicznych, Biuro sprawowało ważną rolę centrum antykomunistycznej i antysowieckiej walki (wydawano pisma „Луч Азии” i „Голос эмигрантов”). Jego kierownictwo prowadziło bardzo bliską współpracę zarówno z władzami Mandżukuo, jak też japońskimi służbami wywiadowczymi. Japończycy przygotowywali atak na sowiecki Daleki Wschód, gdzie zamierzali utworzyć marionetkowe państewko rosyjskie. W tym celu na terytorium Mandżukuo, z pomocą Głównego Biura do spraw Rosyjskich Emigrantów, prowadzili szkolenie wojskowe emigrantów oraz tworzyli z nich oddziały wojskowe. Od 1938 r. BREM prowadziło współpracę z Rosyjską Partią Faszystowską Konstantina W. Rodzajewskiego, który stanął na czele jednego z oddziałów terenowych, podobnie jak jego zastępca. Biuro współuczestniczyło w sformowaniu tzw. Oddziału „Asano”. Działalność Biura zakończyła się w sierpniu 1945 r., kiedy Armia Czerwona zajęła terytorium Mandżukuo. 13 sierpnia działacze BREM wyjechali pociągiem z Harbinu w kierunku Korei, ale następnego zawrócono do Mukdenu. Sowietom udało się przechwycić całe archiwum BREM, co bardzo ułatwiło wyszukiwanie i aresztowanie członków jego władz i innych emigrantów. W latach 1946–1947 zostali oni wymordowani.

## Szefowie Biura
- 1934-1935 – gen. W.W. Ryczkow
- do 1938 – gen. Aleksiej P. Bakszejew
- do 1943 – gen. Władimir A. Kislicyn
- do 1945 – gen. Lew F. Własiewski